# Filarc
Filarc (grec antic: Φύλαρχος, llatí: Phylarchus) fou un historiador grec contemporani d'Arat de Sició. Es desconeix el seu lloc de naixement: la Suïda esmenta Atenes, Nàucratis i Sició, mentre que Ateneu de Nàucratis dubta entre les dues primeres. Hauria viscut a la segona meitat del segle iii aC.
Polibi ataca el seu crèdit com a historiador per la seva parcialitat amb Cleòmenes III i el seu odi a Arat i els aqueus (Polibi queia en l'error contrari).
La Suïda atribueix sis obres a Filarc:
- στορίαι en 28 llibres que descriu l'expedició de Pirros al Peloponès
- Τὰ κατὰ τὸν Αντίοχον καὶ τὸν Περγαμηνὸν Εὐμένη
- ̓Επιτομὴ μυθικὴ περὶ τη̂ς του̂ Διὸς ἐπιφανείας, obra única, si bé la Suïda l'esmenta com a dues amb el títol general de  ̓Επιτομὴ μυθική, i la primera part com Περὶ τη̂ς του̂ Διὸς ἐπιφανείας.
- Περὶ εὐρημάτων
- Περεμβάσεων βιβλία
- Αγραφα, no esmentada per la Suïda